# Верхняя Васильевка (микрорайон)
Верхняя Васильевка —  микрорайон в Орджоникидзевском районе города Перми Пермского края России.

## География
Микрорайон находится недалеко от западного берега залива Камского водохранилища при впадении речки Васильевка в Чусовую. Представляет собой массив частных домов. С севера ограничен улицей Бенгальская, отделяющей его от микрорайона Голованово, с востока железной дорогой, с юга и запада границей лесных массивов.

## История
Заселение данной местности началось в начале 1950-х годов, когда в зону затопления Камской ГЭС вошли несколько близлежащих населённых пунктов. Старая деревня Васильевка находилась в районе дач у Чусовского водозабора. Новый населённый пункт известен с 1963 года, когда был передан из Верхне-Муллинского района (ныне Пермский район) в подчинение Лядовского поселкового совета. В 1972 году Верхняя Васильевка вошла в состав Перми.

## Улицы
Основная улица микрорайона Железнодорожная (в меридиональном направлении). Параллельно железной дороге (в меридиональном направлении) проходят улицы Сосновая, Васильевская и Пришвина. Перпендикулярно (с севера на юг) проходят улицы: Бенгальская, Яблоневая, Рябиновая, Прохладная, Сиреневая, Луговая и Ромашковая.

## Транспорт
К северо-востоку от микрорайона расположена железнодорожная станция Голованово. От станции и конечной остановки автобусов «микрорайон Васильевка» на улице Железнодорожная можно уехать в другие районы города автобусами маршрутов 22, 32 и 58.